# Вілл Кін
Вілл Кін (англ. William Keane, нар. 11 січня 1993, Стокпорт) — англійський футболіст, нападник клубу «Галл Сіті».

## Клубна кар'єра
Народився 11 січня 1993 року в місті Стокпорт, Великий Манчестер. Вихованець футбольної школи клубу «Манчестер Юнайтед», де навчався разом зі своїм братом-близнюком Майклом Кіном.
Дебютував за основний склад «Манчестер Юнайтед» 31 грудня 2011 року, в матчі Прем'єр-ліги проти «Блекберн Роверз», вийшовши на заміну замість Рафаеля.
В листопаді–грудні 2013 року виступав за «Віган Атлетік» на правах оренди, зігравши за «латікс» 4 матчі. Згодом також на правах оренди грав за «Квінз Парк Рейнджерс» та «Шеффілд Венсдей».
Сезон 2015/16 почав в оренді у клубі «Престон Норт-Енд», однак 31 грудня 2015 року був відкликаний з оренди. У другій половині того сезону зіграв за «манкуніанців» по одному матчу в чемпіонаті і кубку Англії.
У кінці серпня 2016 року «Манчестер Юнайтед» оголосив про продаж Кіна в клуб «Галл Сіті» за неназвану суму.

## Виступи за збірні
2009 року дебютував у складі юнацької збірної Англії. У 2010 році виграв чемпіонат Європи для юнаків до 17 років, на якому був основним гравцем і зіграв в тому числі і у фіналі проти іспанців (2:1). Загалом взяв участь у 27 іграх на юнацькому рівні, відзначившись 7 забитими голами.
Протягом 2011—2015 років залучався до складу молодіжної збірної Англії. На молодіжному рівні зіграв у 3 офіційних матчах.

## Титули і досягнення
- Чемпіон Європи (U-17): 2010